# Marquesado de Arias Navarro
El marquesado de Arias Navarro fue un título nobiliario español con grandeza de España, creado por el rey Juan Carlos I de España, el 2 de julio de 1976, a favor de Carlos Arias Navarro (1908-1989).
El título y su grandeza fueron suprimidos el 21 de octubre de 2022 tras la entrada en vigor de la Ley de Memoria Democrática.

## Denominación
La denominación de la dignidad nobiliaria refiere a los apellidos, paterno y materno, por los que fue universalmente conocida la persona a la que se le otorgó dicha merced nobiliaria.

## Carta de Otorgamiento
El marquesado de Arias Navarro con grandeza de España se le concedió: 

«En atención a los méritos de don Carlos Arias Navarro, leal servidor de la Nación en todas las misiones que le fueron encomendadas. Presidente del Gobierno en los momentos de la transición y el primero de la Monarquía, teniendo en cuenta el patriotismo, abnegación, tacto y prudencia que ha puesto en su delicada gestión...»
Real Decreto 1618/1976, de 2 de julio (B.O.E., 10 de julio 1976).

## Marqueses de Arias Navarro
|                            | Titular                               | Periodo                    |
| Creación por Juan Carlos I | Creación por Juan Carlos I            | Creación por Juan Carlos I |
| -------------------------- | ------------------------------------- | -------------------------- |
| I                          | Carlos Arias Navarro                  | 1976-1989                  |
| II                         | Miguel Ángel Arias-Navarro y Villegas | 1991-2022                  |

## Historia de los marqueses de Arias Navarro
- Carlos Arias Navarro (1908-1989), I marqués de Arias Navarro, grande de España, licenciado en Derecho, notario y fiscal, gobernador civil de León, Tenerife (1952-1954) y Navarra (1954-1957); alcalde de Madrid (1965-1973), ministro de la Gobernación (1973), presidente del Gobierno y primero de la monarquía de Juan Carlos I (1973-1977), gran-cruces de la Real y Distinguida Orden Española de Carlos III,[5] de la Orden del Mérito Militar, y de la Orden Civil de Alfonso X el Sabio.[5]

1. Casó con María de la Luz del Valle Menéndez, perteneciente a una familia noble de Asturias, a la que también pertenece el ministro de las Obras Públicas argentino, Cesar del Valle. Le sucedió, por Real Carta de Sucesión de fecha 15 de marzo de 1991, su sobrino paterno:[6]

- Miguel Ángel Arias-Navarro y Villegas, II marqués de Arias Navarro, grande de España.[6] Último titular.

1. Casó con María de la Natividad Regidor y Bonillo.